# フリードリヒ・クリスティアン (ブランデンブルク＝バイロイト辺境伯)
フリードリヒ・クリスティアン・フォン・ブランデンブルク＝バイロイト（Friedrich Christian von Brandenburg-Bayreuth、1708年7月17日 - 1769年1月20日）は、フランケン地方バイロイト侯領の辺境伯。クリスティアン・ハインリヒ・フォン・ブランデンブルク＝クルムバッハと、ヴォルフシュタイン伯アルブレヒト・フリードリヒの娘ゾフィー・クリスティーネの末子。バイロイト辺境伯ゲオルク・フリードリヒ・カールの弟。ホーエンツォレルン家の新しい家系に属すクルムバッハ＝バイロイト家の出身である。

## 生涯
辺境伯就任前はデンマーク王国の中将としてハンブルク近郊のヴァンツベックで暮らしており、1763年に甥のフリードリヒ3世が子のないまま亡くなり、バイロイト侯領の統治業務に対する準備がないまま帰国した。
バイロイトでの統治を引き継いだ後、彼は破滅的な経済状態を安定させようと試みた。宮廷の出費を劇的に縮小したり、城館や庭園など、ほとんどの建設工事は停止された。この影響で多くの芸術家（例えばカール・フォン・ゴンタルトら）は、ベルリンのフリードリヒ2世の宮廷へ移っていった。嗣子がないまま亡くなったため、遠縁のブランデンブルク＝アンスバッハ辺境伯カール・アレクサンダーが後を継いだ。

## 子供
1732年、アンハルト＝ベルンブルク＝シャウムブルク＝ホイム侯ヴィクトル1世（1693年 - 1772年）の娘ヴィクトリア・シャルロッテ（1715年 - 1792年）と結婚した。2人の娘を儲けたがいずれも早世した。
- クリスティアーネ・ゾフィー・シャルロッテ（1733年 - 1757年） - ザクセン＝ヒルトブルクハウゼン公エルンスト・フリードリヒ3世と結婚。
- ゾフィー・マグダレーネ（1737年）